# NGC 925
NGC 925는 삼각형자리에 있는 막대나선은하이다. 지구에서 약 4,500만 광년 떨어져 있다.